# Domenico Fontana (calciatore)
Domenico Fontana (Marano Vicentino, 16 gennaio 1943) è un ex calciatore italiano, di ruolo centrocampista.

## Carriera

Fontana (in piedi, al centro) al L.R. Vicenza nella stagione 1971-1972

Fontana ha iniziato a giocare nei dilettanti dello Schio. Nel 1963 è stato acquistato dal Lanerossi Vicenza, con cui ha esordito in Serie A il 19 gennaio 1964 al Braglia contro il Modena. Nella prima stagione tra i professionisti ha disputato 8 partite in campionato, mentre nelle stagioni seguenti è stato impiegato sempre di più, fino a diventare titolare e a collezionare 98 presenze e 7 gol nella massima serie del campionato italiano di calcio.
Nel 1969 è stato acquistato dal Milan per 200 milioni di lire e il cartellino di Nevio Scala. A Milano ha disputato 10 partite (6 in campionato, 3 in Coppa dei Campioni e una in Coppa Italia, dove ha realizzato una rete), di cui solo 4 da titolare. L'anno seguente il Milan ha deciso di acquistare dai vicentini Giorgio Biasiolo in cambio di Fontana e 650 milioni di lire.
A Vicenza è tornato a essere titolare ed è rimasto fino al 1972, quando si è trasferito al Napoli. Anche a Napoli ha trascorso una sola stagione per poi ritornare al Lanerossi Vicenza nell'ottobre 1973. È rimasto con i veneti per altri due anni, collezionando in totale 171 presenze e 12 gol in Serie A.
Dopo essere rimasto svincolato, nel 1975 ha firmato per il Ravenna in Serie C, dove ha chiuso la carriera l'anno seguente dopo la retrocessione degli romagnoli in Serie D.

## Palmarès

### Club

#### Competizioni internazionali
- Coppa Intercontinentale: 1

Milan: 1969